# Charminus aethiopicus
Charminus aethiopicus är en spindelart som först beskrevs av Lodovico di Caporiacco 1939.  Charminus aethiopicus ingår i släktet Charminus och familjen vårdnätsspindlar. Inga underarter finns listade i Catalogue of Life.